# Ванко 1
Иван Петров Главчев, по-известен с псевдонима си Ванко 1, е български музикален изпълнител в стил рап/хип-хоп.

## Кариера

### 2001 – 2003: Ванко 1 и „Голямата комбина“
Името Ванко 1 започва да добива популярност през 2001 г., когато заедно с Мишо Шамара записват много песни и издават албум. Албумът носи името „Голямата комбина“ и се радва на доста широка популярност. Дебютната песен на Ванко 1 е „Майна, майна“, клипът е заснет в Париж през 2001 г. Малко след това се издава и песента „Все още съм замесен“ през 2002 г. Клипът е сниман в Доминиканската република, заедно с клипа на песента „Всички палавници“ – продължение на „Все още съм замесен“. Това изстрелва Ванко 1 по всички топ класации, превръщайки го в една от новите звезди на българската рап-сцена.
В интервю той споменава как се е зародил неговият псевдоним – по-рано е бил просто Ванко, но след изписване на името си върху регистрационната табела на джипа си, е трябвало да добавят и число и така е станал Ванко 1.

### 2003 – 2008: Ванко 1 в затвора
Главчев е задържан през май 2003 г. по обвинение в сводничество, организиран престъпен трафик и незаконно притежание на оръжие. Повдигнато е обвинение срещу него, което се разглежда в периода 2003 – 2008. Осъден е на 12 години затвор, но с изменения в Наказателния кодекс (т. нар. „Поправка Ванко 1“) наказанието за склоняване към проституция в някои случаи значително се намалява. В резултат на законодателната промяна Главчев е пуснат от затвора след като излежава само половината от присъдата си.
По време на престоя си в затвора продължава да пише текстове на рап песни. Една от тях е „Божията присъда“, към която е заснет клип веднага след излизането му от затвора.
През 2018 г. е част от десетия сезон на VIP Brother.

## Дискография

### Студийни албуми
- Голямата комбина (дуетен с Мишо Шамара) (2002)